# 湯之尾駅
湯之尾駅（ゆのおえき）は、かつて鹿児島県伊佐郡菱刈町川北（現・伊佐市菱刈川北）79番地に設置されていた、九州旅客鉄道（JR九州）山野線の駅（廃駅）である。山野線の廃止に伴い、1988年（昭和63年）2月1日に廃駅となった。

## 歴史
- 1921年（大正10年）9月11日：有人駅として開業[1]。
- 1961年（昭和36年）10月23日：貨物取扱を廃止する[1]。
- 1964年（昭和39年）2月15日：荷物扱い廃止[1]。
- 1965年（昭和40年）2月1日：無人化される。
- 1987年（昭和62年）4月1日：国鉄分割民営化により、JR九州に継承[1]。
- 1988年（昭和63年）2月1日：山野線の全線廃止に伴い、廃駅となる[1]。

## 駅構造
栗野方面に向かって左側、構内の北東側に単式ホーム1面1線を有し、側線も1本併設する地上駅であり、無人駅であった。当駅には駅舎は無かったが、ホーム上には待合所を併設していた。

## 駅周辺
- 湯之尾温泉

## 廃止後の現状
駅跡は記念公園に整備、集会所も設置されている。構内には旧菱刈駅に保存されていたヨ8000型車掌車が移設し、静態保存されている。

## 隣の駅
九州旅客鉄道（JR九州）
山野線
前目駅 - 湯之尾駅 - 稲葉崎駅